# Kohnen
Kohnen är en tysk forskningsstation i Dronning Maud Land i  Antarktis. Den är en sommarstation som kan hysa uppemot tjugo boende. Den har fått sitt namn efter geofysikern Heinz Kohnen, som under lång tid var ledare för logistikavdelningen på Alfred-Wegener-Institutet.  
Stationen ligger 2892 m ö.h., och cirka 757 km sydöst om Neumayer-stationen. 